# 格林德爾

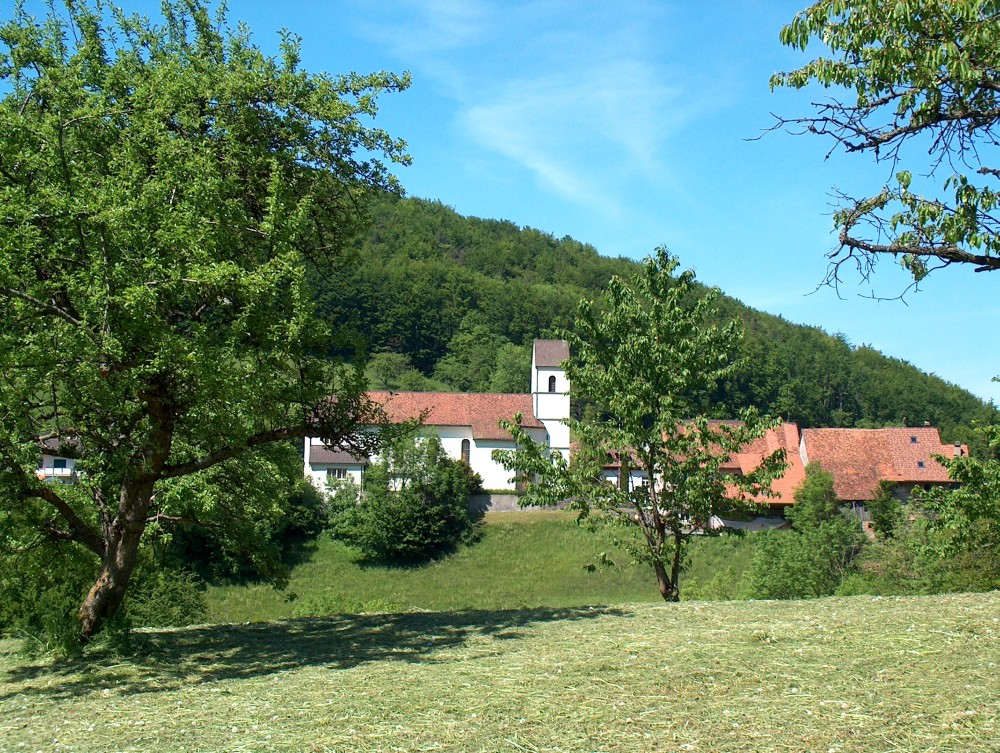

格林德爾是瑞士的城鎮，位於該國北部，由索洛圖恩州負責管轄，面積3.06平方公里，海拔高度577米，2012年人口472，八成人口信奉羅馬天主教，人口密度每平方公里154人。